# FAQ Bregenzerwald
Le FAQ Bregenzerwald est un forum social à caractère festivalier créé en 2016 et qui se déroule dans la région du Bregenzerwald. 
Sur différents sites de la région sont proposées des conférences, des discussions, des lectures, des concerts, des promenades guidées et des expériences culinaires sur 4 à 6 jours selon les éditions. Les sujets centraux définis par les créateurs du festival, sont des questions fréquemment posées (FAQ), des questions de société déjà posée dans le passé, des questions sur le futur et des questions très actuelles.

## Thématique des évènements
La FAQ Bregenzerwald a la volonté de mettre en scène des questions de société qui ont en commun leur pertinence sociale. Ces questions sont volontairement « énormes » selon Martin Fetz, cofondateur du Festival avec Matthias Felsner. Les réponses sont fournies à travers les évènements par des personnes issues du monde des affaires, du design, de l'artisanat, des médias ou encore de la philosophie. Cette interdisciplinarité cherche à proposer une diversité d'idées et de réflexions à partir desquelles les visiteurs peuvent générer leurs propres réponses. La situation géographique du Vorarlberg, au carrefour de quatre États, et les influences sur cette région sont aussi diverses et entendent se retrouver dans la programmation.
Le festival crée des collaborations avec d'autres institutions pour traiter de certains sujets. En 2019, en collaboration avec le Musée de la femme d'Hittisau, plusieurs jours et sur des communes différentes a été traité le thème des « Femmes dans la forêt » avec des figures féminines historiques, ou des questions sur le rôle du musée de la femme ou de l'égalité en général avec la directrice du musée, Stefania Pitscheider Soraperra.
Le programme de chaque journée peut très largement varier, avec par exemple un tour de table sur le thème de l'agriculture avec Andrea Heistinger (de), autrice reconnue, agronome et consultante, qui présente les évolutions indésirables et le potentiel futur de l'agriculture, une présentation Pecha Kucha sur la question « Quels sont les potentiels pour passer un bon moment ? », mais aussi des interventions donnée par le designer Stefan Sagmeister, considéré comme l'un des designers marquant du début du XXIe siècle, sur le thème de la « beauté ».
Au titre de la vocation du festival de traiter les questions de société contemporaines, en 2020, le sujet du Coronavirus et de l’envie des gens de se rassembler autour d’évènements culturels a été évoqué à travers une table ronde appelée « Die Leute sind ausgehungert » (les gens sont affamés) donnée par l’artiste de cabaret Florian Scheuba.
Parce que le FAQ Bregenzwald n'est pas seulement un forum mais aussi un festival, des programmes musicaux variés sont mis en place : Mavi Phoenix, Zanshin,  Schmieds Puls, Lùisa, Paul Plut, Grandbrothers, Mynth, et des chefs renommés cuisinent lors des évènements : Milena Broger, Felix Schellhorn, Lukas Mraz, Philipp Rachinger et Jakob Dietrich.

## Lieux
Les environnements dans lesquels les conférences sont données sont diverses. Sur les communes d'Andelsbuch et Bezau, une ancienne concession automobile, une scierie ou une station de ski en montagne ont été le lieu de rencontre culinaire et de discussion.
Les lieux sont des ateliers abandonnés, des auberges et des salles de société en activité, des églises et des stations de téléphérique, le Wälderbähnle et le Werkraum. Le lieu central étant l'auberge Jöslar sur la commune d'Andelsbuch.  